# Grand Prix-wegrace van Duitsland 1987
De Grand Prix-wegrace van Duitsland 1987 was de derde Grand Prix van het wereldkampioenschap wegrace in het seizoen 1987. De races werd verreden op 17 mei 1987 op de Hockenheimring Baden-Württemberg nabij Hockenheim. 

## Algemeen
Voor het eerst sinds 8 juni 1986 leek Freddie Spencer fit genoeg om een volledige Grand Prix te rijden. Honda Racing Corporation had al het hele seizoen speciaal voor hem twee Honda NSR 500's klaar staan. Het mocht echter niet zo zijn. Al tijdens de donderdagtraining raakte Spencer met zijn knie een curbstone, waarbij een kniebeschermer stuk ging. Een deel ervan boorde zich in zijn knie en Spencer moest zich in het ziekenhuis laten behandelen. Zijn knie werd in het gips gezet omdat ook de kniebanden beschadigd waren. Op de donderdag en de vrijdag regende het vooral, waardoor de coureurs op de droge zaterdag hun kans schoon zagen om een goede kwalificatietijd te zetten. Dat verging een aantal slecht: 250cc-kampioenschapsleider Martin Wimmer viel in de Sachskurve en liep een dubbele beenbreuk en twee gebroken vingers op. Manfred Herweh werd door een val uitgeschakeld en Reinhold Roth liep een haarscheurtje in een sleutelbeen op. Voor het thuispubliek leek het drama compleet, maar Roth zou toch van start gaan, want hij had tenslotte poleposition. Ook Toni Mang deed het goed met de tweede trainingstijd. In de 500cc-klasse werd Mike Baldwin uitgeschakeld doordat zijn motor precies op een rempunt vastliep. Baldwin werd ook nog geraakt door Pierfrancesco Chili in een poging de toegesnelde ambulances te ontwijken. Hij (Baldwin) werd afgevoerd met diverse breuken in zijn rechterhand en linker hiel en drie gekneusde rugwervels. Uiteindelijk konden de Duitse toeschouwers tevreden zijn met de resultaten: winst in de 250cc-race voor Toni Mang, Reinhold Roth als nieuwe leider in het wereldkampioenschap en een revanche van het Krauser-team in de 80cc-race.

## 500cc-klasse
Wayne Gardner leek niet te verslaan in de training en de eerste ronden van de race, maar elektronische problemen sloegen hem ver terug. Yamaha won dankzij Eddie Lawson, maar de superioriteit van Gardner en de Honda NSR 500 was duidelijk. Kenny Roberts maakte zich voor aanvang nog zorgen over de Dunlop-banden en gaf zelfs aan om in Monza zelf te gaan testen om Randy Mamola te helpen bij zijn bandenkeuze. Die werd in de race echter tweede en daarmee groeide het vertrouwen van Roberts in Dunlop.

### De training
De trainingen werden aanvankelijk overschaduwd door het wegvallen van Freddie Spencer en later door de zware val van Mike Baldwin, maar uiteindelijk bleek Wayne Gardner ruim anderhalve seconde sneller te zijn dan de concurrentie. Dat lag vooral aan Gardner zelf, want achter hem stonden de Yamaha YZR 500's van Christian Sarron en Eddie Lawson. 

#### Trainingstijden
| Pos | Coureur             | Merk                        | Tijd    |
| --- | ------------------- | --------------------------- | ------- |
| 1.  | Wayne Gardner       | Rothmans-HRC-Honda          | 2"04'77 |
| 2.  | Christian Sarron    | Gauloises-Sonauto-Yamaha    | 2"06'49 |
| 3.  | Eddie Lawson        | Agostini-Marlboro-Yamaha    | 2"06'55 |
| 4.  | Shunji Yatsushiro   | Rothmans-HRC-Honda          | 2"07'00 |
| 5.  | Ron Haslam          | ELF-HRC-Honda               | 2"07'03 |
| 6.  | Rob McElnea         | Agostini-Marlboro-Yamaha    | 2"08'07 |
| 7.  | Niall Mackenzie     | Gallina-HB-HRC-Honda        | 2"08'37 |
| 8.  | Randy Mamola        | Roberts-Lucky Strike-Yamaha | 2"08'39 |
| 9.  | Pierfrancesco Chili | Gallina-HB-HRC-Honda        | 2"08'51 |
| 10. | Raymond Roche       | Bastos-Cagiva               | 2"08'79 |

### De race
Hoewel Ron Haslam zijn gebruikelijke bliksemstart had, liepen Wayne Gardner en Eddie Lawson snel weg van het veld, waarbij Gardner duidelijk de snelste was. In de tiende ronde was Lawson Gardner echter weer genaderd en Gardner gaf hem een teken om voorbij te komen, in de hoop nog wat slipstream te kunnen pakken. Het mocht niet baten, een elektronisch probleem wierp hem uiteindelijk terug naar de tiende plaats. Nu ontstond een gevecht achter Lawson tussen Christian Sarron, Randy Mamola en Ron Haslam. Sarron moest echter opgeven doordat zijn koppeling, die hij al bij de koppelingsstart verbrand had, het begaf. Shunji Yatsushiro leek vierde te worden, maar hij viel in de laatste bocht. Opmerkelijke prestaties waren er van Bruno Kneubühler, die elfde werd en vooral van Richard Scott, nu dertiende, maar die bij zijn debuut in de Grand Prix van Spanje al een punt had gescoord en die nu al genoemd werd als tijdelijke vervanger voor Mike Baldwin bij Roberts-Lucky Strike-Yamaha. Winnaar Lawson was niet overtuigd van de snelheid van zijn Yamaha YZR 500. Nog vóór hij na de race afstapte zei hij tegen teammanager Giacomo Agostini: "De Honda van Gardner is niet bij te houden". Randy Mamola nam dankzij zijn tweede plaats de leiding in het 500cc-wereldkampioenschap over. 

#### Uitslag 500cc-klasse
| Pos | Coureur             | Merk                        | Tijd     | Grid | Punten |
| --- | ------------------- | --------------------------- | -------- | ---- | ------ |
| 1   | Eddie Lawson        | Agostini-Marlboro-Yamaha    | 40"21'64 | 3    | 15     |
| 2   | Randy Mamola        | Roberts-Lucky Strike-Yamaha | 40"34'99 | 8    | 12     |
| 3   | Ron Haslam          | ELF-HRC-Honda               | 40"35'54 | 5    | 10     |
| 4   | Tadahiko Taira      | Agostini-Marlboro-Yamaha    | 40"42'23 | 11   | 8      |
| 5   | Rob McElnea         | Agostini-Marlboro-Yamaha    | 40"50'78 | 6    | 6      |
| 6   | Pierfrancesco Chili | Gallina-HB-HRC-Honda        | 41"07'43 | 9    | 5      |
| 7   | Niall Mackenzie     | Gallina-HB-HRC-Honda        | 41"07'73 | 7    | 4      |
| 8   | Roger Burnett       | Rothmans-HRC-Honda          | 41"16'40 | 13   | 3      |
| 9   | Gustav Reiner       | Hein Gericke-Honda          | 41"16'86 | 12   | 2      |
| 10  | Wayne Gardner       | Rothmans-HRC-Honda          | 41"37'86 | 1    | 1      |
| 11  | Bruno Kneubühler    | Honda                       | 41"43'92 | 19   |        |
| 12  | Didier de Radiguès  | Bastos-Cagiva               | 41"44'90 | 18   |        |
| 13  | Richard Scott       | Honda                       | 41"57'61 | 24   |        |
| 14  | Fabio Biliotti      | Honda                       | 41"58'00 | 14   |        |
| 15  | Donnie McLeod       | Suzuki                      | 42"06'52 | 16   |        |
| 16  | Fabio Barchitta     | Honda                       | +1 ronde | 28   |        |
| 17  | Ari Rämö            | Honda                       | +1 ronde | 27   |        |
| 18  | Marco Papa          | Honda                       | +1 ronde | 17   |        |
| 19  | Daniel Amatriaín    | Honda                       | +1 ronde | 35   |        |
| 20  | Simon Buckmaster    | Duckhams-Honda              | +1 ronde | 32   |        |
| 21  | Gerold Fisher       | Honda                       | +1 ronde | 31   |        |
| 22  | Maarten Duyzers     | HDJ-Honda                   | +1 ronde | 30   |        |
| 23  | Steve Manley        | Suzuki                      | +1 ronde | 36   |        |
| 24  | Georg Jung          | Honda                       | +1 ronde | 34   |        |
| 25  | Helmut Schütz       | Yamaha                      | +1 ronde | 33   |        |

#### Niet gefinished
| Coureur           | Merk                     | Oorzaak         | Grid |
| ----------------- | ------------------------ | --------------- | ---- |
| Manfred Fischer   | Honda                    |                 | 21   |
| Marco Gentile     | Lucky Strike-Fior-Honda  |                 | 22   |
| Silvo Habat       | Honda                    |                 | 29   |
| Kenny Irons       | Heron-Suzuki             | Carburatie      | 20   |
| Esko Kuparinen    | Honda                    |                 | 37   |
| Thierry Rapicault | Honda                    |                 | 23   |
| Raymond Roche     | Bastos-Cagiva            | versnellingsbak | 10   |
| Michael Rudroff   | Honda                    |                 | 38   |
| Christian Sarron  | Gauloises-Sonauto-Yamaha | Koppeling       | 2    |
| Shunji Yatsushiro | Rothmans-HRC-Honda       | Val             | 4    |

#### Niet gestart
| Coureur           | Merk                        | Oorzaak  | Grid |
| ----------------- | --------------------------- | -------- | ---- |
| Mike Baldwin      | Roberts-Lucky Strike-Yamaha | Blessure | 15   |
| Alessandro Valesi | Iberna-Honda                |          | 25   |
| Karl Truchsess    | Honda                       |          | 26   |
| Freddie Spencer   | HRC-Honda                   | Blessure |      |

#### Niet gekwalificeerd
| Coureur               | Merk         |
| --------------------- | ------------ |
| Josef Doppler         | Honda        |
| Peter Schleef         | Yamaha       |
| Louis-Luc Maisto      | Honda        |
| Wolfgang von Muralt   | Suzuki       |
| Rolf Aljes            | Suzuki       |
| Hans Klingebiel       | Suzuki       |
| Christopher Bürki     | Honda        |
| Gerhard Vogt          | Suzuki       |
| Hennie Boerman        | Assmex-Honda |
| Pavol Dekánek         | Suzuki       |
| Tony Carey            | Suzuki       |
| Andreas Leuthe        | Honda        |
| Larry Moreno Vacondio | Suzuki       |
| Bohumil Staša         | Honda        |

#### Niet deelgenomen
| Coureur        | Merk   | Oorzaak               |
| -------------- | ------ | --------------------- |
| Kevin Schwantz | Suzuki | Andere verplichtingen |

### Top tien tussenstand 500cc-klasse
| Pos | Coureur             | Merk                        | Ptn |
| --- | ------------------- | --------------------------- | --- |
| 1   | Randy Mamola        | Roberts-Lucky Strike-Yamaha | 32  |
| 2   | Wayne Gardner       | Rothmans-HRC-Honda          | 28  |
| 3   | Eddie Lawson        | Agostini-Marlboro-Yamaha    | 27  |
| 4   | Ron Haslam          | ELF-HRC-Honda               | 26  |
| 5   | Tadahiko Taira      | Agostini-Marlboro-Yamaha    | 17  |
| 6   | Pierfrancesco Chili | Gallina-HB-HRC-Honda        | 13  |
| 7   | Niall Mackenzie     | Gallina-HB-HRC-Honda        | 12  |
| 8   | Takumi Ito          | Suzuki                      | 10  |
| 9   | Roger Burnett       | Rothmans-HRC-Honda          | 8   |
| 10  | Rob McElnea         | Agostini-Marlboro-Yamaha    | 6   |
| 10  | Kevin Schwantz      | Suzuki                      | 6   |

## 250cc-klasse
De 250cc-klasse werd een groot succes voor de Duitse rijders Toni Mang en Reinhold Roth. Mang won de race en Roth werd heel verrassend derde nadat zijn schouder door de artsen stevig was ingepakt. 

### De training
Tijdens de trainingen zag het er nog helemaal niet goed uit voor de Duitse rijders. Toni Mang kwam er zonder kleerscheuren door, maar Martin Wimmer brak een been en twee vingers, Manfred Herweh werd door een val uitgeschakeld en Reinhold Roth scheurde een sleutelbeen, nadat hij al de snelste tijd had gereden. 

#### Trainingstijden
| Pos | Coureur          | Merk                           | Tijd    |
| --- | ---------------- | ------------------------------ | ------- |
| 1.  | Reinhold Roth    | HB-Römer-HRC-Honda             | 2"13'33 |
| 2.  | Toni Mang        | Rothmans-HRC-Honda Deutschland | 2"13'46 |
| 3.  | Jacques Cornu    | Parisienne-HRC-Honda           | 2"14'51 |
| 4.  | Carlos Lavado    | HB-Venemotos-Yamaha            | 2"14'68 |
| 5.  | Loris Reggiani   | Aprilia-Rotax                  | 2"15'42 |
| 6.  | Dominique Sarron | Rothmans-HRC-Honda             | 2"15'50 |
| 7.  | Juan Garriga     | Ducados-Yamaha                 | 2"15'74 |
| 8.  | Luca Cadalora    | Agostini-Marlboro-Yamaha       | 2"15'75 |
| 9.  | Martin Wimmer    | Agostini-Marlboro-Yamaha       | 2"15'85 |
| 10. | Carlos Cardús    | Nieto-Ducados-HRC-Honda        | 2"16'17 |

### De race
Het was een goede zaak dat de duwstart was vervangen door de koppelingsstart, want zowel Reinhold Roth als Sito Pons en Carlos Cardús waren zodanig geblesseerd dat zij door hun monteurs aangeduwd moesten worden voor de opwarmronde. In de race was er bij Roth niet veel te merken van zijn gescheurde sleutelbeen. Hij zat meteen in een driemans kopgroep, achter Toni Mang en voor Jacques Cornu. Aanvankelijk namen deze drie samen een voorsprong, maar gaandeweg de race liep Mang iets verder weg, nam Cornu de tweede plaats over en kwamen de achtervolgers Carlos Cardús, Luca Cadalora, Carlos Lavado en Sito Pons zo dichtbij dat Roth maar nipt derde werd. 

#### Uitslag 250cc-klasse
| Pos | Coureur              | Merk                           | Tijd     | Grid | Punten |
| --- | -------------------- | ------------------------------ | -------- | ---- | ------ |
| 1   | Toni Mang            | Rothmans-HRC-Honda Deutschland | 36"05'60 | 2    | 15     |
| 2   | Jacques Cornu        | Parisienne-HRC-Honda           | 36"14'09 | 3    | 12     |
| 3   | Reinhold Roth        | HB-Römer-HRC-Honda             | 36"14'74 | 1    | 10     |
| 4   | Carlos Cardús        | Nieto-Ducados-HRC-Honda        | 36"14'87 | 10   | 8      |
| 5   | Luca Cadalora        | Agostini-Marlboro-Yamaha       | 36"15'21 | 8    | 6      |
| 6   | Carlos Lavado        | HB-Venemotos-Yamaha            | 36"15'35 | 4    | 5      |
| 7   | Sito Pons            | Campsa-HRC-Honda               | 36"15'91 | 16   | 4      |
| 8   | Juan Garriga         | Ducados-Yamaha                 | 36"30'25 | 7    | 3      |
| 9   | Patrick Igoa         | Gauloises-Sonauto-Yamaha       | 36"55'63 | 13   | 2      |
| 10  | Maurizio Vitali      | FMI-Garelli                    | 37"11'16 | 12   | 1      |
| 11  | Hans Lindner         | Honda                          | 37"12'39 | 37   |        |
| 12  | Stéphane Mertens     | Katayama-Armstrong-HRC-Honda   | 37"12'91 | 30   |        |
| 13  | Andreas Preining     | Rotax                          | 37"13'35 | 28   |        |
| 14  | Helmut Bradl         | Honda                          | 37"13'69 | 15   |        |
| 15  | Jean-François Baldé  | Honda                          | 37"24'94 | 35   |        |
| 16  | Englebert Neumair    | Rotax                          | 37"26'27 | 31   |        |
| 17  | Konrad Hefele        | Honda                          | 37"28'91 | 38   |        |
| 18  | Jean Foray           | Yamaha                         | 37"29'43 | 27   |        |
| 19  | René Delaby          | Yamaha                         | 27"29'72 | 25   |        |
| 20  | Bruno Bonhuil        | Honda                          | 37"33'92 | 33   |        |
| 21  | Josef Hutter         | Honda                          | 37"34'78 | 18   |        |
| 22  | Jean-Michel Mattioli | Yamaha                         | 37"38'33 | 26   |        |
| 23  | Harald Eckl          | Honda                          | 37"39'09 | 19   |        |
| 24  | Jean-Philippe Ruggia | Gauloises-Sonauto-Yamaha       | 37"47'99 | 21   |        |
| 25  | Alberto Rota         | Honda                          | 37"48'24 | 32   |        |

#### Niet gefinished
| Coureur                | Merk               | Oorzaak | Grid |
| ---------------------- | ------------------ | ------- | ---- |
| Guy Bertin             | Honda              |         | 23   |
| Javier Cardelús        | Honda              |         | 34   |
| Gary Cowan             | Honda              |         | 20   |
| Ezio Gianola           | FMI-Honda          | Val     | 36   |
| Jean-Louis Guignabodet | Honda              |         | 29   |
| Hermann Holder         | Rotax              |         | 24   |
| Stefan Klabacher       | Rotax              |         | 17   |
| Donnie McLeod          | Honda              |         | 22   |
| Loris Reggiani         | Aprilia-Rotax      |         | 5    |
| Dominique Sarron       | Rothmans-HRC-Honda |         | 6    |
| Jochen Schmid          | Yamaha             |         | 14   |

#### Niet gestart
| Coureur        | Merk                     | Oorzaak  | Grid |
| -------------- | ------------------------ | -------- | ---- |
| Martin Wimmer  | Agostini-Marlboro-Yamaha | Blessure | 9    |
| Manfred Herweh | Levior-Honda             | Blessure | 11   |

#### Niet gekwalificeerd
| Coureur             | Merk            |
| ------------------- | --------------- |
| Bernard Haenggeli   | Yamaha          |
| Alain Bronec        | Honda           |
| Rainer Gerwin       | Bakker          |
| Herbert Besendörfer | Honda           |
| Urz Luzi            | Honda           |
| Stefano Caracchi    | Honda           |
| Frank Wagner        | Honda           |
| Massimo Matteoni    | Honda           |
| Nigel Bosworth      | Yamaha          |
| Herbert Hauf        | Honda           |
| Reinhard Strack     | Honda           |
| Nedy Crotta         | Armstrong-Rotax |
| Hervé Duffard       | Honda           |
| Fausto Ricci        | Iberna-Honda    |
| Kevin Mitchell      | Yamaha          |
| Siegfried Minich    | Honda           |
| Iván Palazzese      | Yamaha          |
| Rüdi Gächter        | Honda           |
| Roland Busch        | Honda           |
| Robin Appleyard     | Honda           |
| Tony Rogers         | Yamaha          |

### Top tien tussenstand 250cc-klasse
| Pos | Coureur          | Merk                           | Ptn |
| --- | ---------------- | ------------------------------ | --- |
| 1   | Reinhold Roth    | HB-Römer-HRC-Honda             | 23  |
| 2   | Martin Wimmer    | Agostini-Marlboro-Yamaha       | 21  |
| 3   | Luca Cadalora    | Agostini-Marlboro-Yamaha       | 18  |
| 3   | Juan Garriga     | Ducados-Yamaha                 | 18  |
| 3   | Toni Mang        | Rothmans-HRC-Honda Deutschland | 18  |
| 3   | Sito Pons        | Campsa-HRC-Honda               | 18  |
| 7   | Jacques Cornu    | Parisienne-HRC-Honda           | 17  |
| 8   | Masaru Kobayashi | HRC-Honda                      | 15  |
| 9   | Patrick Igoa     | Gauloises-Sonauto-Yamaha       | 12  |
| 10  | Carlos Cardús    | Nieto-Ducados-HRC-Honda        | 5   |
| 10  | Dominique Sarron | Rothmans-HRC-Honda             | 5   |
| 10  | Masahiro Shimizu | HRC-Honda                      | 5   |

## 125cc-klasse

### De training
Nadat de 125cc-race tijdens de Spaanse GP onverwacht spannend was geweest omdat de fabrieks-Garelli's van Jörg Möller en de fabrieks-MBA's van Jan Thiel aan elkaar gewaagd bleken, was die spanning er ook al tijdens de trainingen in Hockenheim. Nu waren het echter de privé-MBA's van August Auinger en Pier Paolo Bianchi die Garelli naar de kroon staken. Het MBA-team verloor Paolo Casoli, die bij een val in de training drie vingers had gebroken. Bovendien raakte Domenico Brigaglia bij een val geblesseerd. 

#### Trainingstijden
| Pos | Coureur            | Merk                   | Tijd    |
| --- | ------------------ | ---------------------- | ------- |
| 1.  | Fausto Gresini     | FMI-Garelli            | 2"24'75 |
| 2.  | August Auinger     | Bartol-MBA             | 2"25'65 |
| 3.  | Pier Paolo Bianchi | MBA                    | 2"25'69 |
| 4.  | Bruno Casanova     | FMI-Garelli            | 2"25'76 |
| 5.  | Domenico Brigaglia | Pileri-AGV-LCR-MBA     | 2"26'50 |
| 6.  | Thierry Feuz       | LCR-MBA                | 2"28'15 |
| 7.  | Andrés Sánchez     | Pileri-Ducados-LCR-MBA | 2"28'66 |
| 8.  | Norbert Peschke    | Seel                   | 2"29'04 |
| 9.  | Olivier Liégeois   | Assmex-MBA             | 2"29'46 |
| 10. | Willy Pérez        | MBA                    | 2"29'74 |

### De race
De eerste vier in de training bleven ook in het begin van de race bij elkaar, met Fausto Gresini aan de leiding. Die probeerde met gebaren zijn stalgenoot Bruno Casanova te helpen om los te komen van August Auinger en Pier Paolo Bianchi, maar toen dat niet lukte ging hij er alleen vandoor. Auinger werd tweede voor Casanova en Bianchi. De MBA-fabrieksrijders Domenico Brigaglia en Andrés Sánchez beperkten de schade en werden vijfde en zesde. 

#### Uitslag 125cc-klasse
| Pos | Coureur                | Merk                   | Tijd      | Grid | Punten |
| --- | ---------------------- | ---------------------- | --------- | ---- | ------ |
| 1   | Fausto Gresini         | FMI-Garelli            | 33"40'31  | 1    | 15     |
| 2   | August Auinger         | Bartol-MBA             | 33"44'21  | 2    | 12     |
| 3   | Bruno Casanova         | FMI-Garelli            | 33"45'32  | 4    | 10     |
| 4   | Pier Paolo Bianchi     | MBA                    | 33"58'49  | 3    | 8      |
| 5   | Domenico Brigaglia     | Pileri-AGV-LCR-MBA     | 34"13'10  | 5    | 6      |
| 6   | Andrés Sánchez         | Pileri-Ducados-LCR-MBA | 34"15'73  | 7    | 5      |
| 7   | Thierry Feuz           | LCR-MBA                | 34"39'24  | 6    | 4      |
| 8   | Jussi Hautaniemi       | Pennzoil-LCR-MBA       | 34"40'18  | 31   | 3      |
| 9   | Adi Stadler            | MBA                    | 34"43'98  | 19   | 2      |
| 10  | Lucio Pietroniro       | Johnson-MBA            | 34"44'31  | 14   | 1      |
| 11  | Mike Leitner           | MBA                    | 34"44'44  | 15   |        |
| 12  | Willy Pérez            | MBA                    | 34"51'70  | 10   |        |
| 13  | Johnny Wickström       | MBA                    | 34"52'32  | 11   |        |
| 14  | Paul Bordes            | MBA                    | 34"53'19  | 20   |        |
| 15  | Olivier Liégeois       | Assmex-MBA             | 34"53'52  | 9    |        |
| 16  | Ivan Troisi            | MBA                    | 35"10'94  | 21   |        |
| 17  | Norbert Peschke        | Seel                   | 35"16'68  | 8    |        |
| 18  | Peter Sommer           | MBA                    | 35"23'92  | 16   |        |
| 19  | Håkan Olsson           | Starol                 | 35"35'60  | 25   |        |
| 20  | Ton Spek               | MBA                    | 35"35'61  | 30   |        |
| 21  | Robin Milton           | MBA                    | 35"35'90  | 29   |        |
| 22  | Robert Zwidl           | MBA                    | 36"01'49  | 36   |        |
| 23  | Fernando Gonzales      | JJ Cobas-Rotax         | 36"02'87  | 23   |        |
| 24  | Thomas Møller-Pedersen | MBA                    | +1 ronde  | 32   |        |
| 25  | Robin Appleyard        | MBA                    | +1 ronde  | 27   |        |
| 26  | Ezio Gianola           | FMI-Honda              | +2 ronden | 12   |        |

#### Niet gefinished
| Coureur              | Merk    | Oorzaak | Grid |
| -------------------- | ------- | ------- | ---- |
| Hubert Abold         | Honda   |         | 33   |
| Christian Le Badezet | MBA     |         | 24   |
| Peter Balaz          | MBA     |         | 28   |
| Karl Dauer           | MBA     |         | 22   |
| Dirk Hafeneger       | MBA     |         | 34   |
| Bady Hassaine        | MBA     |         | 35   |
| Esa Kytölä           | MBA     |         | 26   |
| Jarno Piepponen      | MBA     |         | 37   |
| Jean-Claude Selini   | MBA     |         | 18   |
| Alfred Waibel        | Special |         | 17   |

#### Niet gestart
| Coureur      | Merk               | Oorzaak  | Grid |
| ------------ | ------------------ | -------- | ---- |
| Paolo Casoli | Pileri-AGV-LCR-MBA | Blessure | 13   |

#### Niet gekwalificeerd
| Coureur           | Merk      |
| ----------------- | --------- |
| Janez Pintar      | Eberhardt |
| Gastone Grassetti | MBA       |
| Jacques Hutteau   | MBA       |
| Erich Zürn        | MBA       |
| Wilco Zeelenberg  | Casal     |
| Claudio Macciotta | MBA       |
| Ernst Himmelsbach | MBA       |
| Jan Eggens        | MBA       |
| Ian McConnachie   | MBA       |
| Wilhelm Lücke     | MBA       |
| Helmut Hovenga    | Seel      |
| Allan Scott       | EMC-Rotax |
| Heinz Litz        | MBA       |
| José Grau         | MBA       |
| Steve Mason       | MBA       |
| Klaus Huber       | MBA       |
| Gary Dickinson    | MBA       |
| Robert Hmeljak    | MBA       |
| Manuel Hernández  | Benetti   |
| Manfred Braun     | MBA       |
| Uwe Mahl          | Rimotu    |

#### Niet deelgenomen
| Coureur    | Merk | Oorzaak  |
| ---------- | ---- | -------- |
| Hans Spaan | MBA  | Blessure |

### Top tien tussenstand 125cc-klasse
| Pos | Coureur            | Merk                   | Ptn |
| --- | ------------------ | ---------------------- | --- |
| 1   | Fausto Gresini     | FMI-Garelli            | 30  |
| 2   | Domenico Brigaglia | Pileri-AGV-LCR-MBA     | 18  |
| 2   | Bruno Casanova     | FMI-Garelli            | 18  |
| 4   | August Auinger     | Bartol-MBA             | 16  |
| 5   | Pier Paolo Bianchi | MBA                    | 14  |
| 6   | Paolo Casoli       | Pileri-AGV-LCR-MBA     | 10  |
| 7   | Thierry Feuz       | LCR-MBA                | 7   |
| 8   | Ezio Gianola       | FMI-Honda              | 5   |
| 8   | Andres Sánchez     | Pileri-Ducados-LCR-MBA | 5   |
| 10  | Jussi Hautaniemi   | Pennzoil-LCR-MBA       | 3   |

## 80cc-klasse
Het Duitse Krauser-team had wat goed te maken na de vernedering tijdens de Spaanse GP, waar Gerhard Waibel slechts vierde was geworden en zelfs was verslagen door twee wildcardrijders die normaal in het Europees kampioenschap reden: Àlex Crivillé en Julián Miralles. Die kwamen in Duitsland weliswaar niet aan de start, maar het Spaanse team was nog sterk genoeg met Jorge Martínez, Manuel Herreros en Autisa-rijder Luis Miguel Reyes. 

### De training
Krauser sloot de trainingen goed af, met Gerhard Waibel, Stefan Dörflinger en Ian McConnachie bij de eerste vier, maar McConnachie was tijdens die trainingen wel een keer hard gevallen. Jorge Martínez bezette de derde startplaats. 

#### Trainingstijden
| Pos | Coureur           | Merk                | Tijd    |
| --- | ----------------- | ------------------- | ------- |
| 1.  | Gerhard Waibel    | LCR-Krauser         | 2"32'47 |
| 2.  | Stefan Dörflinger | LCR-Krauser         | 2"32'63 |
| 3.  | Jorge Martínez    | Nieto-Ducados-Derbi | 2"33'63 |
| 4.  | Ian McConnachie   | LCR-Krauser         | 2"36'13 |
| 5.  | Manual Herreros   | Nieto-Ducados-Derbi | 2"36'19 |
| 6.  | Luis Miguel Reyes | Campsa-Autisa       | 2"36'37 |
| 7.  | Karoly Juhasz     | Krauser             | 2"37'17 |
| 8.  | Josef Fischer     | LCR-Krauser         | 2"38'11 |
| 9.  | Ralf Waldmann     | Seel                | 2"38'15 |
| 10. | Paolo Priori      | Krauser             | 2"38'63 |

### De race
Stefan Dörflinger nam meteen de leiding voor Gerhard Waibel, Jorge Martínez en Ian McConnachie. Die laatste kreeg toch last van zijn val in de training en moest het leidende trio laten gaan. Manuel Herreros was ook niet fit na een val in de training en ging in gevecht om de vijfde plaats met Luis Miguel Reyes, Jörg Seel en Karoly Juhasz. Waibel nam de leiding van Dörflinger over en leidde het grootste deel van de wedstrijd, vooral bedreigd door Martínez, die in het laatste deel van de race op safe reed omdat hij in Hockenheim nog nooit de finish had gehaald. McConnachie werd toch nog vierde voor Herreros, Seel en Heinz Paschen, nadat Reyes met koelproblemen was teruggevallen. 

#### Uitslag 80cc-klasse
| Pos | Coureur            | Merk                | Tijd     | Grid | Punten |
| --- | ------------------ | ------------------- | -------- | ---- | ------ |
| 1   | Gerhard Waibel     | LCR-Krauser         | 28"08'32 | 1    | 15     |
| 2   | Jorge Martínez     | Nieto-Ducados-Derbi | 28"08'55 | 3    | 12     |
| 3   | Stefan Dörflinger  | LCR-Krauser         | 28"08'87 | 2    | 10     |
| 4   | Ian McConnachie    | LCR-Krauser         | 28"51'70 | 4    | 8      |
| 5   | Manuel Herreros    | Nieto-Ducados-Derbi | 29"06'33 | 5    | 6      |
| 6   | Jörg Seel          | Seel                | 29"06'48 | 16   | 5      |
| 7   | Heinz Paschen      | Casal               | 29"06'96 | 17   | 4      |
| 8   | Günter Schirnhofer | Krauser             | 29"07'22 | 14   | 3      |
| 9   | Michael Schwander  | Seel                | 29"07'48 | 18   | 2      |
| 10  | Ralf Waldmann      | Seel                | 29"12'93 | 9    | 1      |
| 11  | Alex Barros        | Arbizu-Casal        | 29"19'35 | 15   |        |
| 12  | Luis Miguel Reyes  | Campsa-Autisa       | 29"19'89 | 6    |        |
| 13  | Hubert Abold       | Krauser             | 29"21'39 | 12   |        |
| 14  | Paolo Priori       | Krauser             | 29"23'26 | 10   |        |
| 15  | Bert Smit          | Minarelli           | 29"42'80 | 27   |        |
| 16  | Juan Ramón Bolart  | Krauser             | 29"42'95 | 13   |        |
| 17  | René Dünki         | Krauser             | 30"11'84 | 30   |        |
| 18  | Wilco Zeelenberg   | Casal               | 30"12'48 | 29   |        |
| 19  | Jos van Dongen     | Krauser             | 30"12'87 | 36   |        |
| 20  | Alojz Pavlič       | Seel                | 30"38'16 | 26   |        |
| 21  | Karoly Juhasz      | Krauser             | +1 ronde | 7    |        |
| 22  | Serge Julin        | Casal               | +1 ronde | 31   |        |

#### Niet gefinished
| Coureur            | Merk           | Oorzaak | Grid |
| ------------------ | -------------- | ------- | ---- |
| Richard Bay        | Ziegler        |         | 24   |
| Paul Bordes        | RB             |         | 33   |
| Thomas Engl        | Deizisau       |         | 19   |
| Josef Fischer      | LCR-Krauser    |         | 8    |
| Rainer Kunz        | Kroko          |         | 22   |
| Raimo Lipponen     | Krauser        |         | 21   |
| Salvatore Milano   | Krauser        |         | 23   |
| Peter Öttl         | Krauser        |         | 35   |
| Janez Pintar       | Eberhardt      |         | 28   |
| Stefan Prein       | Casal          |         | 25   |
| Felix Rodríguez    | JJ Cobas-Rotax |         | 37   |
| Reiner Scheidhauer | Seel           |         | 11   |
| Herri Torrontegui  | JJ Cobas-Rotax |         | 32   |

#### Niet gestart
| Coureur          | Merk           | Oorzaak               | Grid |
| ---------------- | -------------- | --------------------- | ---- |
| Theo Timmer      | JVC-HuVo-Casal | Familieomstandigheden | 20   |
| Matthias Ehinger | Krauser        |                       | 34   |

#### Niet gekwalificeerd
| Coureur           | Merk       |
| ----------------- | ---------- |
| Hans Koopman      | Ziegler    |
| Reiner Koster     | Kroko      |
| Stuart Edwards    | Casal      |
| Hagen Klein       | Hess       |
| Stefan Brägger    | Casal      |
| Jacques Bernard   | HuVo-Casal |
| Roland Busch      | Keifer     |
| Chris Baert       | Seel       |
| Michael Knipp     | Casal      |
| Petra Gschwander  | Casal      |
| Olivier Friedrich | Ziegler    |
| Terho Kauhanen    | Casal      |
| Erich Reuberger   | Hummel     |

#### Niet deelgenomen
| Coureur    | Merk           | Oorzaak  |
| ---------- | -------------- | -------- |
| Hans Spaan | JVC-HuVo-Casal | Blessure |

### Top tien tussenstand 80cc-klasse
| Pos | Coureur            | Merk                | Ptn |
| --- | ------------------ | ------------------- | --- |
| 1   | Jorge Martínez     | Nieto-Ducados-Derbi | 27  |
| 2   | Gerhard Waibel     | LCR-Krauser         | 23  |
| 3   | Àlex Crivillé      | Marlboro-Derbi      | 12  |
| 3   | Ian McConnachie    | LCR-Krauser         | 12  |
| 5   | Manuel Herreros    | Nieto-Ducados-Derbi | 11  |
| 6   | Stefan Dörflinger  | LCR-Krauser         | 10  |
| 6   | Julián Miralles    | Marlboro-Derbi      | 10  |
| 8   | Luis Miguel Reyes  | Campsa-Autisa       | 6   |
| 9   | Jörg Seel          | Seel                | 5   |
| 10  | Richard Bay        | Ziegler             | 3   |
| 10  | Günter Schirnhofer | Krauser             | 3   |

## Zijspanklasse
Het meest opmerkelijke aan de zijspanrace was dat Rolf Biland/Kurt Waltisperg zich niet konden kwalificeren. De viervoudig wereldkampioenen hadden in 1986 al een slecht seizoen gehad met hun zelf ontwikkelde Krauser-viercilindertweetaktmotor, maar die motor deed het in de machines van Steve Webster, Alain Michel en René Progin juist erg goed. Webster en Tony Hewitt bevestigden in Duitsland hun vorm door de race te winnen, maar dat deden ook Alain Michel/Jean-Marc Fresc door na een geheel mislukte start toch nog derde te worden. 

### De training
De trainingen in de zijspanklasse verliepen in het algemeen goed, met uitzondering van die van de gebroeders Alfred en Martin Zurbrügg en Rolf Biland/Kurt Waltisperg. Martin viel uit het zijspan van zijn broer en brak daarbij een voet. Biland had voortdurend last van vastlopers en gaten in de zuigers en kon in het hele weekend slechts twee volledige ronden rijden. Egbert Streuer gebruikte de trainingen om zijn nieuwe motor met membraaninlaten te testen, reed de derde trainingstijd, maar startte in de race met zijn motor uit 1986. 

#### Trainingstijden
| Pos | Coureur          | Bakkenist          | Merk                    | Tijd    |
| --- | ---------------- | ------------------ | ----------------------- | ------- |
| 1.  | Steve Webster    | Tony Hewitt        | Fowler-LCR-Krauser      | 2"15'67 |
| 2.  | Alain Michel     | Jean-Marc Fresc    | ELF-LCR-Krauser         | 2"15'85 |
| 3.  | Egbert Streuer   | Bernard Schnieders | Lucky Strike-LCR-Yamaha | 2"16'14 |
| 4.  | Alfred Zurbrügg  | Martin Zurbrügg    | LCR-Yamaha              | 2"16'53 |
| 5.  | Theo van Kempen  | Geral de Haas      | Lucky Strike-LCR-Yamaha | 2"17'75 |
| 6.  | Derek Bayley     | Brian Nixon        | LCR-Yamaha              | 2"19'02 |
| 7.  | Rolf Steinhausen | Bruno Hiller       | Busch-Yamaha            | 2"19'24 |
| 8.  | Markus Egloff    | Urs Egloff         | LCR-Yamaha              | 2"19'73 |
| 9.  | René Progin      | Yvan Hunziker      | Seymaz-Krauser          | 2"19'76 |
| 10. | Steve Abbott     | Shaun Smith        | Windle-Yamaha           | 2"20'36 |

### De race
Bij de start was het even spannend omdat de combinatie van Alain Michel en Jean-Marc Fresc niet wilde aanslaan. Omdat er drie combinaties op de eerste startrij stonden konden de anderen moeilijk passeren. Egbert Streuer had de beste start, gevolgd door Steve Webster en Theo van Kempen, die profiteerde van de mislukte start van Michel. Rolf Steinhausen en Derek Bayley volgden. In de tweede ronde had Webster de leiding al overgenomen en hij gaf die niet meer af. Het bleef de hele race wel een gevecht tussen Webster en Streuer die in de laatste ronde probeerde in de Sachscurve Webster te passeren. Dat had hij tijdens de Preis von Baden-Württemberg in 1986 bij Rolf Biland ook gedaan, maar Webster wist dat en hij hield de deur dicht. Na vijf ronden had Alain Michel zich al vanuit het middenveld langs twintig combinaties gevochten en hij bezette de derde plaats. Van Kempen was in gevecht met Rolf Steinhausen, Derek Bayley, Steve Abbott en Derek Jones, maar Jones, Steinhausen en Bayley moesten met mechanische problemen opgeven. 

#### Uitslag zijspanklasse
| Pos | Coureur            | Bakkenist          | Merk                    | Tijd     | Punten |
| --- | ------------------ | ------------------ | ----------------------- | -------- | ------ |
| 1   | Steve Webster      | Tony Hewitt        | Fowler-LCR-Krauser      | 31"56'10 | 15     |
| 2   | Egbert Streuer     | Bernard Schnieders | Lucky Strike-LCR-Yamaha | 31"57'02 | 12     |
| 3   | Alain Michel       | Jean-Marc Fresc    | ELF-LCR-Krauser         | 32"19'16 | 10     |
| 4   | Theo van Kempen    | Geral de Haas      | Lucky Strike-LCR-Yamaha | 32"54'37 | 8      |
| 5   | Steve Abbott       | Shaun Smith        | Windle-Yamaha           | 32"54'77 | 6      |
| 6   | René Progin        | Yvan Hunziker      | Seymaz-Krauser          | 33"24'68 | 5      |
| 7   | Masato Kumano      | Markus Fährni      | LCR-Yamaha              | 33"28'47 | 4      |
| 8   | Pascal Larratte    | Jacques Corbier    | LCR-Yamaha              | 33"38'12 | 3      |
| 9   | Yoshisada Kumagaya | Brian Barlow       | Windle-Yamaha           | 33"42'88 | 2      |
| 10  | Fritz Stölzle      | Hubert Stölzle     | LCR-Yamaha              | 33"45'63 | 1      |
| 11  | Erwin Weber        | Eckart Rösinger    | LCR-Yamaha              | 33"51'66 |        |
| 12  | Luigi Casagrande   | Adolf Hänni        | LCR-Yamaha              | 34"08'53 |        |
| 13  | Barry Brindley     | Graham Rose        | Windle-Yamaha           | 34"23'26 |        |
| 14  | Alfred Heck        | Mario Sturm        | LCR-Yamaha              | +1 ronde |        |
| 15  | Herbert Prügl      | Christian Parzer   | LCR-Homa                | +1 ronde |        |

#### Niet gefinished
| Coureur          | Bakkenist      | Merk         | Oorzaak    |
| ---------------- | -------------- | ------------ | ---------- |
| Alfred Zurbrügg  | Andreas Räcke  | LCR-Yamaha   | Opgave     |
| Derek Bayley     | Brian Nixon    | LCR-Yamaha   | Mechanisch |
| Rolf Steinhausen | Bruno Hiller   | Busch-Yamaha | Mechanisch |
| Markus Egloff    | Urs Egloff     | LCR-Yamaha   |            |
| Derek Jones      | Simon Birchall | LCR-Yamaha   | Mechanish  |

#### Niet gekwalificeerd
| Coureur     | Bakkenist       | Merk        |
| ----------- | --------------- | ----------- |
| Rolf Biland | Kurt Waltisperg | LCR-Krauser |

### Top tien tussenstand zijspanklasse
| Pos | Coureur            | Bakkenist                     | Merk                    | Ptn. |
| --- | ------------------ | ----------------------------- | ----------------------- | ---- |
| 1   | Steve Webster      | Tony Hewitt                   | LCR-Krauser             | 30   |
| 2   | Alain Michel       | Jean-Marc Fresc               | ELF-LCR-Krauser         | 22   |
| 3   | Steve Abbott       | Shaun Smith                   | Windle-Yamaha           | 12   |
| 3   | Egbert Streuer     | Bernard Schnieders            | Lucky Strike-LCR-Yamaha | 12   |
| 5   | Alfred Zurbrügg    | Martin Zurbrügg Andreas Räcke | LCR-Yamaha              | 10   |
| 6   | Theo van Kempen    | Geral de Haas                 | Lucky Strike-LCR-Yamaha | 8    |
| 6   | Derek Bayley       | Brian Nixon                   | LCR-Yamaha              | 8    |
| 8   | René Progin        | Yvan Hunziker                 | Seymaz-Krauser          | 7    |
| 9   | Yoshisada Kumagaya | Brian Barlow                  | Windle-Yamaha           | 5    |
| 9   | Derek Jones        | Simon Birchall                | LCR-Yamaha              | 5    |
| 9   | Masato Kumano      | Andreas Räcke                 | LCR-Yamaha              | 5    |

## Trivia

### Beschermer beschermt niet
Freddie Spencer ontdekte na een training dat er iets plakte in zijn raceoverall. Het bleek bloed bij zijn knie te zijn. Een kunststof kniebeschermer was verbrijzeld en het harde plastic had zich door het leer heen in zijn knie geboord. Spencer moest van de race afzien en werd in het ziekenhuis behandeld. Daardoor was hij weer voor enkele weken uitgeschakeld. Spencer had bij fabrikant Nankai speciaal om hardere kniebeschermers gevraagd, en was dus zelf verantwoordelijk voor de problemen.

### Veel hulp voor Egbert Streuer
Egbert Streuer had zelf een experimentele Yamaha-motor van membraaninlaten voorzien, waarvoor hij echter nog geen passende carburateurs had. Aanvankelijk kreeg hij van Honda vier 38mm-carburateurs van een Honda RS 250-productieracer. Toen Rolf Biland tot de conclusie kwam dat hij zich niet voor de zijspanrace kon kwalificeren, demonteerde hij zijn Dell'Orto-carburateurs en gaf ze aan Streuer. Uiteindelijk knapte er een cilinderkopbout en reed Streuer de zijspanrace met zijn "normale" motor.

### Tabaksreclame
Tabaksreclame was in Duitsland strikt verboden. Zelfs vrachtauto's moesten afgeplakt worden, evenals de motorfietsen en de kleding van de coureurs. Het Nederlandse Lucky Strike-kamp loste dit anders op. Egbert Streuer veranderde de reclame op zijn machine in "LUCKY STREUER" en Theo van Kempen maakte - in het Lucky Strike-lettertype - reclame voor de "SPEEDWEEK ASSEN". 

### Strijd om een fabrieksmachine
Na de race in Hockenheim zond Roberto Gallina een telexbericht naar HRC waarin hij erop aandrong de Honda NSR 500's van Freddie Spencer aan Pierfrancesco Chili te geven. Met de GP des Nations op Monza voor de deur was dat extra belangrijk. Chili reed op dat moment nog met een oude driecilinder Honda NS 500, maar stond wel op de zesde plaats in het 500cc-wereldkampioenschap, terwijl Spencer nog geen enkele keer de start had gehaald.
1925 · 1926 · 1927 · 1928 · 1929 · 1930 · 1931 · 1933 · 1934 · 1935 · 1936 · 1937 · 1938 · 1939 · 1949 · 1950 · 1951 · 1952 · 1953 · 1954 · 1955 · 1956 · 1957 · 1958 · 1959 · 1960 · 1961 · 1962 · 1963 · 1964 · 1965 · 1966 · 1967 · 1968 · 1969 · 1970 · 1971 · 1972 · 1973 · 1974 · 1975 · 1976 · 1977 · 1978 · 1979 · 1980 · 1981 · 1982 · 1983 · 1984 · 1985 · 1986 · 1987 · 1988 · 1989 · 1990 · 1991 · 1992 · 1993 · 1994 · 1995 · 1996 · 1997 · 1998 · 1999 · 2000 · 2001 · 2002 · 2003 · 2004 · 2005 · 2006 · 2007 · 2008 · 2009 · 2010 · 2011 · 2012 · 2013 · 2014 · 2015 · 2016 · 2017 · 2018 · 2019 · 2021 · 2022 · 2023 · 2024 · 2025